# Othara
Othara nebo Uathara nebo Otchara (abchazsky Оҭҳара nebo Уаҭҳара, gruzínsky ოთხარა – Otchara) je vesnice v Abcházii, v okrese Gudauta. Leží přibližně 16 km severozápadně od okresního města Gudauty a nezasahuje k pobřeží Černého moře. Obec sousedí na západě podél řeky Mčišta s Barmyší, na východě s Chuapem a na jihu s Mgudzyrchvou. Na severu od obce se rozkládá těžko prostupný Bzybský hřbet. Otharu protíná silnice spojující Rusko se Suchumi.
Oficiálním názvem obce je Vesnický okrsek Othara (rusky Отхарская сельская администрация, abchazsky Уаҭҳара ақыҭа ахадара). Za časů Sovětského svazu se okrsek jmenoval Otharský selsovět (Отхарский сельсовет).
V Othaře se nachází pěstírna pstruhů.

## Části obce
Součástí Othary jsou následující části:
- Othara (Оҭҳара / Уаҭҳара)
- Batša (Баҽа)
- Garp (Гарԥ)
- Žjabna (Жьабна)
- Dzagrypš (Ӡаӷьрыԥшь)
- Msarka (Мсарка)
- Mamydžirchva (Мамыџьырхәа)

## Historie
Během vlády Stalina se do Othary odstěhovali Svanové z okolí města Mestia. Většina z nich se usadila v Žjabně, v Mamydžirchvě a v Dzagrypši. Tito Svanové se v obci, kde do té doby žili pouze Abchazové, naučili velmi dobře hovořit abchazsky. Během války v Abcházii všichni Svanové obec opustili.

## Obyvatelstvo
Dle nejnovějšího sčítání lidu z roku 2011 je počet obyvatel této obce 1586 a jejich složení následovné:
- 1560 Abchazů (98,6 %)
- 26 ostatních národností (1,4 %)

Před válkou v Abcházii žilo v obci bez přičleněných vesniček 446 obyvatel. V celém Otharském selsovětu žilo 2362 obyvatel.